# Raúl Godoy
Raúl Eduardo Godoy (Provincia de Neuquén, 16 de noviembre de 1965) es un obrero ceramista y político argentino. Es fundador del Partido de los Trabajadores Socialistas (PTS) y fue diputado provincial de Neuquén en dos ocasiones por el Frente de Izquierda y de Trabajadores - Unidad (FIT-U). Fue secretario general del Sindicato de Obreros y Empleados Ceramistas de Neuquén (SOECN) entre los años 2000 y 2005, siendo una de las personas más importantes durante el conflicto por la recuperación obrera de la fabrica de baldosas Zanon, rebautizada FaSinPat.

## Trayectoria

### Candidato Provincial

#### 2011
En las elecciones provinciales de Neuquén de 2011 fue segundo candidato en la lista del Frente de Izquierda para integrar la legislatura provincial, luego de obtener 10.479 votos, el 3,87% del total, asumió Alejandro Elías López de la Agrupación Marrón de ceramistas como diputado provincial, siendo el primer cargo obtenido por el FIT-U en su historia. Tras su renuncia en 2012, asumió Godoy, quien también renunció en 2013 siguiendo con el acuerdo de rotación de bancas del Frente de Izquierda, en favor de Angélica Noemí Lagunas de Izquierda Socialista. Tras su renuncia en 2014, María Gabriela Suppicich del Partido Obrero completó el mandato hasta 2015.

#### 2015
En las elecciones provinciales de Neuquén de 2015 fue primer candidato a diputado provincial por el Frente de Izquierda, obteniendo 16.176 votos, el 4,78% del total. Asumió su banca el 10 de diciembre de 2015, y cumplió con su mandato el 10 de diciembre de 2019.Al completar su mandato volvió a su puesto de trabajo en la fábrica recuperada FaSinPat.

#### 2019
En las elecciones provinciales de Neuquén de 2019 fue candidato a gobernador provincial, acompañado por Pablo Giachello del Partido Obrero como vicegobernador, obteniendo 13.143 votos, el 3,52% del total, quedando en el quinto puesto.

#### 2023
En las elecciones provinciales de Neuquén de 2023 fue candidato a vicegobernador provincial, acompañando a la candidata a gobernadora Patricia Jure del Partido Obrero. Obteniendo 13,513 votos, el 3.37 % del total.

### Candidato Nacional

#### 2021
En las elecciones legislativas de 2021 fue primer candidato a diputado nacional por la provincia Neuquén, consiguiendo 30.974 votos, el 8,20% del total.

#### 2023
En las elecciones de 2023 fue el primer candidato a parlamentario del Mercosur en el distrito nacional por el Frente de Izquierda. Obtuvo 788.382 votos, el 3,12% del total.

### Historial Electoral
|  | 3,87 % |

|  | 4,78 % |

|  | 3,52 % |

|  | 8,19 % |

|  | 3.37 % |

|  | 3,12 % |